# 麥克萊德縣
麥克萊德縣（英語：McLeod County）是美國明尼蘇達州中部的一個縣。面積1,310平方公里。根據美國2000年人口普查，共有人口34,898人。縣治格倫科 (Glencoe)。
成立於1856年3月1日。縣名紀念早期毛皮商人馬丁·麥克萊德。